# 王玭
王玭（1417年—？），字弘章，福建漳州府南靖人，民籍。明朝政治人物。進士出身。

## 生平
福建鄉試第三十三名。正統十三年（1448年）戊辰科會試第一百三十六名，殿試登進士第三甲第六十三名。

## 家族
曾祖父王顯德。祖父王保民。父亲王興弼。